# Eochorica maurella
Eochorica maurella är en fjärilsart som beskrevs av Hans Rebel 1935. Eochorica maurella ingår i släktet Eochorica och familjen säckspinnare. Inga underarter finns listade i Catalogue of Life.